# 하모니 산타나
하모니 산타나(Harmony Santana, 1991년 ~ )는 미국의 배우, 영화배우이다.
브롱크스에서 태어났다.

## 영화
- 이팅 아웃: 더 오픈 위크앤드 (2011년)
- 이팅 아웃: 드라마 캠프 (2011년) - 릴리 역